# 村上勉
村上勉（日语：村上勉），（1943年—）。日本插图画家。20世纪40年代出生于日本兵库县。他擅常为儿童文学作品绘制插图，技艺圆熟细腻。他的画作于20世纪后期至21世纪初期多次在日本以及日本国外的相关比赛中获奖。

## 扩展阅读
- イソップ絵本館（2009年、講談社）
- 村上勉旅の画文集（1994年、小峰書店）
- あいうえおぶっく（1994年、リーブル）
- ぞうさん（1983年、小学館）